# حسن‌بیگ حلواچی اوغلی
حسن‌بیگ حلواچی اوغلی از قورچیان، دوستان و معاشران بسیار نزدیک شاه اسماعیل دوم بود. وی صورتی زیبا و قامتی رعنا داشت و از جذاب‌ترین و زیباترین پسرانی بود که در آن دوره در ایران یافت می‌شد. وی از محارم دربار شاه اسماعیل دوم بود. شاه اسماعیل دوم به او خانه‌ای زیبا بخشیده بود که با قصر دیوار به دیوار و مجاور بود. شاه به او مرتبه سلطانی و اختیارات فراوانی داده بود به طوری که امیرانی که می‌خواستند درخواستشان نزد شاه مستجاب گردد از وی باید وساطت و شفاعت می‌طلبیدند. وی در بیشتر مجالس می‌گساری شاهانه بود و شاه اسماعیل دوم اغلب اوقات در آمیزش و مصاحبت با این پسر بود. شاه اسماعیل دوم قوطی ویژه‌ای داشت که در آن فلونیا نگهداری می‌کرد و مورد مصرف قرار می‌داد. یکی از مسئولیت‌های حسن‌بیگ حلواچی اوغلی تهیه و آماده کردن این قوطی برای شاه بود. وی می‌بایست مهر مخصوص خود را به سرپوش قوطی می‌زد تا شاه به محتوی قوطی برای استعمال اطمینان کند.